# Sebastián Miñano

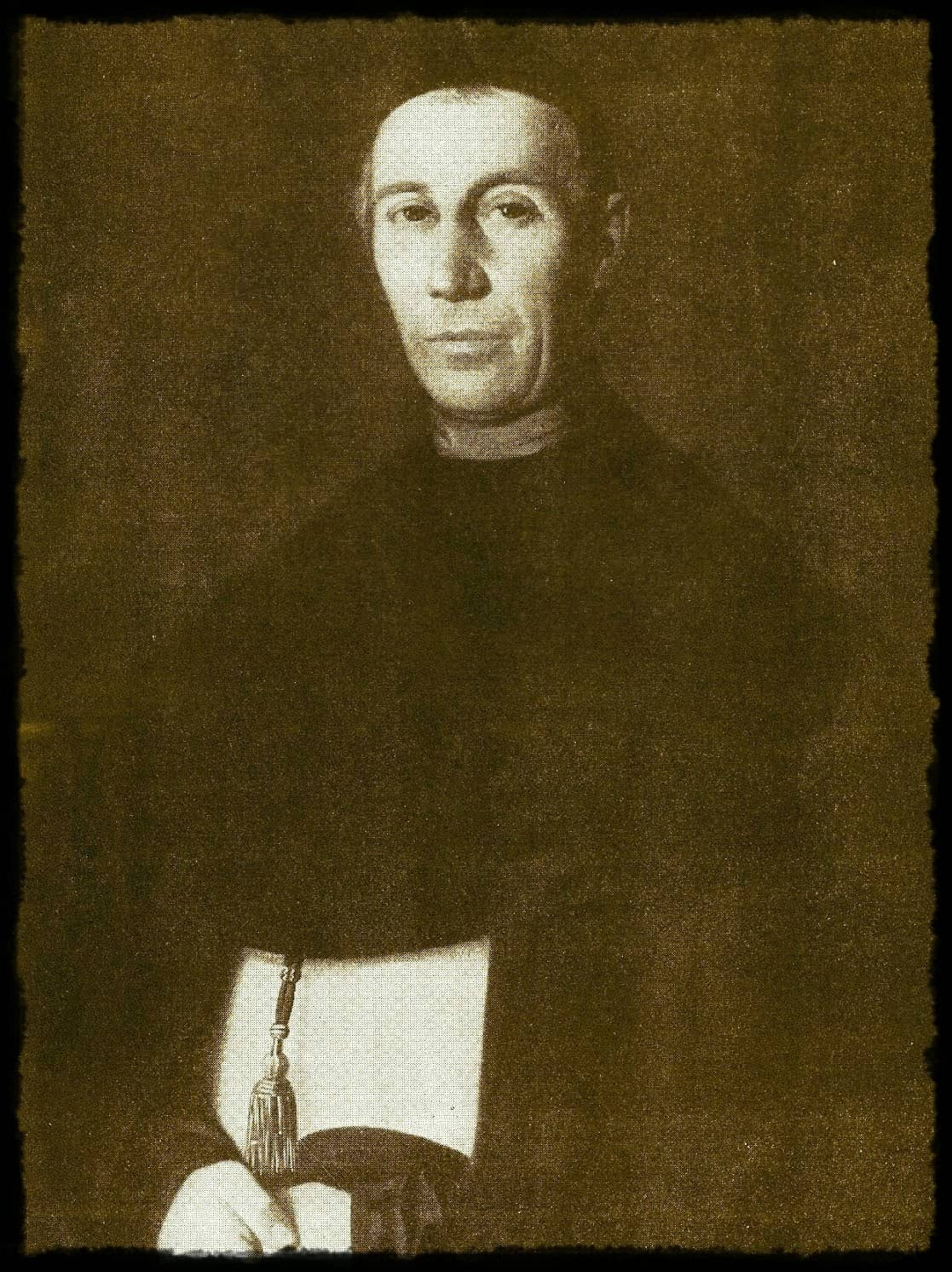
Sebastián de Miñano

Sebastián de Miñano y Bedoya, född den 20 januari 1779 i Becerril de Campos, provinsen Palencia, död den 6 februari 1845 i Bayonne, var en spansk författare. 
Miñano, som var juris doktor och kanik i Sevilla,  måste 1814 lämna Spanien på grund av franskvänlighet. Efter några år befann sig emellertid Miñano åter i Spanien och väckte stort uppseende genom sina kvicka, stilistiskt förträffliga politiska satirer, Cartas de pobrecito holgazán (1820), som utgick i över 60 000 exemplar, Cartas del madrileño och Cartas de Don Justo Balanza. För övrigt publicerade Miñano Diccionario geográfico y estadístico de España y Portugal (11 band, 1826–1828), Historia de la revolución española durante los años de 1820 al 1823 och Exámen crítico de las revoluciones de España (2 band, 1828). Åtskilliga av Miñanos arbeten återfinns i Rivadeneiras "Biblioteca de autores españoles", band 62 och 67, samt i "Apuntes para una biblioteca de escritores españoles contemporáneos" (Paris).